# 胡居姆運動

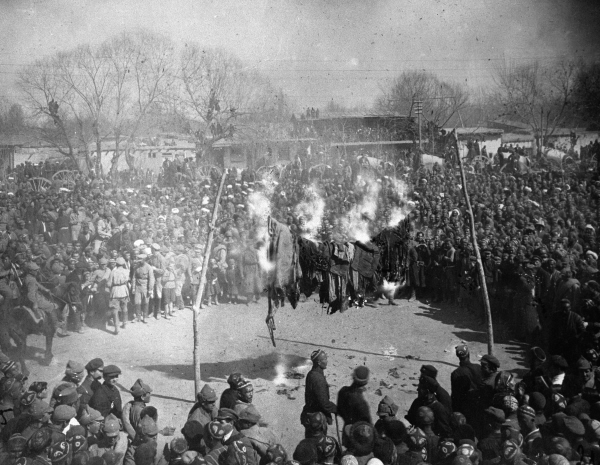
1927年国际妇女节安集延一場燒毀婦女面紗的活動

胡居姆運動（俄语：Худжум；阿拉伯语：‎）是史達林領導下蘇聯共產黨在中亞消除婦女戴面紗、男女分隔等中亞伊斯蘭傳統以促進兩性平等的社會運動，起始於1927年的國際婦女節（3月8日）。
中亞的綠州定居民在蘇聯統治以前在家庭內外均盛行男女分隔，脫去面紗被認為與婚前性行為或通姦有關，是對家庭榮譽的一大威脅。19世紀晚期接受新式教育的中亞菁英扎吉德（多來自當地上流社會，即男女分隔與戴面紗最普遍的階級）開始推動女性教育，但無意改變女性面紗。蘇聯佔領中亞的最初幾年控制力有限，主要透過扎吉德間接統治，後者雖立法禁止一夫多妻與伊斯蘭教法，但未能有效執行，也沒有碰觸面紗的議題。1924年突厥斯坦蘇維埃社會主義自治共和國被分割成5個共和國，蘇聯將札吉德自政府中肅清。1927年蘇聯政府一改先前宗教自由的政策，將無產階級革命的話語重新包裝成婦女解放運動，以烏茲別克為中心發起廢除婦女面紗的胡居姆運動，以期快速改變伊斯蘭教女性的生活型態，使其受教育並投入就業市場中，使民眾接受相同教育與國家意識形態，以達到建設社會主義與認同蘇聯的目的。
許多中亞人將胡居姆運動視為外來者（俄羅斯人）對本地人（塔吉克人、烏茲別克人與韃靼人）灌輸其文化的嘗試，面紗並成了本地人文化認同的象徵，穿戴面紗如同政治抵抗與支持本地民族主義的符號。不過長期下來運動獲得相當豐碩的成果，中亞的婦女識字率大幅提升、一夫多妻、名譽殺人、童婚與面紗均逐漸消失。